# 恶魔之子
《恶魔之子》（英語："Terms of Endearment"）是美国科幻电视剧《X档案》第六季的第七集，于1999年1月3日通过福克斯电视网在美国首播。节目由大卫·阿曼编剧，罗伯·鲍曼执导，属“每周怪物”系列作品，同主线剧情的层层谜团没有联系。本集首播的尼尔森家庭收视比率为10.5，约有1870万户观众收看。布魯斯·坎貝爾的客串演出获得好评，但剧情反响不佳。
联邦调查局特工福克斯·穆德（大卫·杜考夫尼饰）和丹娜·斯嘉丽（吉莲·安德森饰）受命调查人称“档案”的悬案，这些案件大多同超自然现象有关。穆德相信有超自然现象存在，但斯嘉丽对此抱怀疑态度，希望能证明实情并非如此。本集讲述夫妻二人得知尚未出生的孩子有先天缺陷后，孩子又很快从母亲子宫内被恶魔绑架的故事。特工斯彭德认为案件与档案无关，但穆德和斯嘉丽偷出案卷自行调查，发现韦恩·温斯德是绑架婴儿的恶魔。
从剧情角度看，《恶魔之子》一定程度上相当于倒转1968年的电影《罗斯玛丽的婴儿》。这是《档案》执行剧本编辑大卫·阿曼编剧的第一集，后来他经常为节目编剧。坎贝尔曾出演多部山姆·雷米导演的恐怖片，是颇有名气的邪典电影演员，在本集扮演韦恩·温斯德。《恶魔之子》的许多特效镜头没有采用计算机特效。许多评论称赞剧中恶魔的刻画，虽是反派，但仍具同情心和良知。

## 剧情
生活在弗吉尼亚州罗阿诺克的韦恩·温斯德（Wayne Weinsider，布魯斯·坎貝爾饰）和怀孕的夫人劳拉（Laura，丽莎·简·波斯基饰）通过超声波扫描后得知，尚未出世的孩子身体结构异常，例如头上有角状突起。两人对此感到难受，而且韦恩显得特别心烦意乱。当晚，劳拉做了个可怕的梦，梦见邪灵将子宫内的婴儿抢走，并且惊醒后已经流产。
劳拉的弟弟阿基·史蒂文斯（Arky Stevens，迈克尔·米尔汉饰）是当地副警长，他把姐姐一家的遭遇上报联邦调查局档案部门。特工杰弗里·斯彭德（Jeffrey Spender，克里斯·欧文斯饰）认为这根本不算什么案件，但特工福克斯·穆德（Fox Mulder，大卫·杜考夫尼饰）有不同看法，带着案卷和特工丹娜·斯嘉丽（Dana Scully，吉莲·安德森饰）一起前往罗阿诺克。穆德和斯嘉丽询问温斯德夫妇期间，怀疑两人非法人工流产的警察在花园的炉子里发现婴儿尚未烧完的尸体。韦恩马上承认他们在销毁证据，声称妻子是在精神恍惚下流产。他还说服劳拉相信实情便是如此，劝她自首。韦恩去监狱探视夫人时企图偷走她的灵魂，但出乎他意料的是，紧急医疗技术员居然把她救活过来。与此同时，韦恩的另一个妻子贝西·门罗（Betsy Monroe，格蕾丝·菲利普斯饰）也已身怀有孕。
穆德通过调查发现韦恩是捷克移民，之前叫伊万·韦莱斯（Ivan Veles），认定他是想要生下正常婴儿的邪灵，如果胎儿长出恶魔体征就会设法流产。贝西也做了个与劳拉类似的噩梦，并认出梦中的邪灵就是丈夫，但这还不足以保住胎儿。贝西找上穆德和斯嘉丽，两位特工在贝西家后院找到正在挖坑的韦恩。经过短暂交谈，警长抵达现场并开枪打中韦恩。韦恩被送入医院，病床就在劳拉旁边。韦恩身上冒出烟雾并融入劳拉的身体，韦恩随即死去，劳拉苏醒过来。
穆德和斯嘉丽在贝西家后院发现正常人类婴儿的遗骸，穆德据此推断贝西也是邪灵，想要生下拥有恶魔特征的后代，但只有与另一个邪灵交配才可能实现。如果发现孩子体征正常，贝西就会流产，这些正常的孩子却是韦恩很长时间以来苦苦追求而不可得的梦想。身为邪灵，贝西自然能认出梦中的丈夫并制止他偷走胎儿，所以显然她根本没有流产，一切不过是陷害韦恩的计谋。节目最后，贝西带着刚出生的邪灵婴儿驾车离开，双眼闪过一瞬红光。

## 制作

### 背景

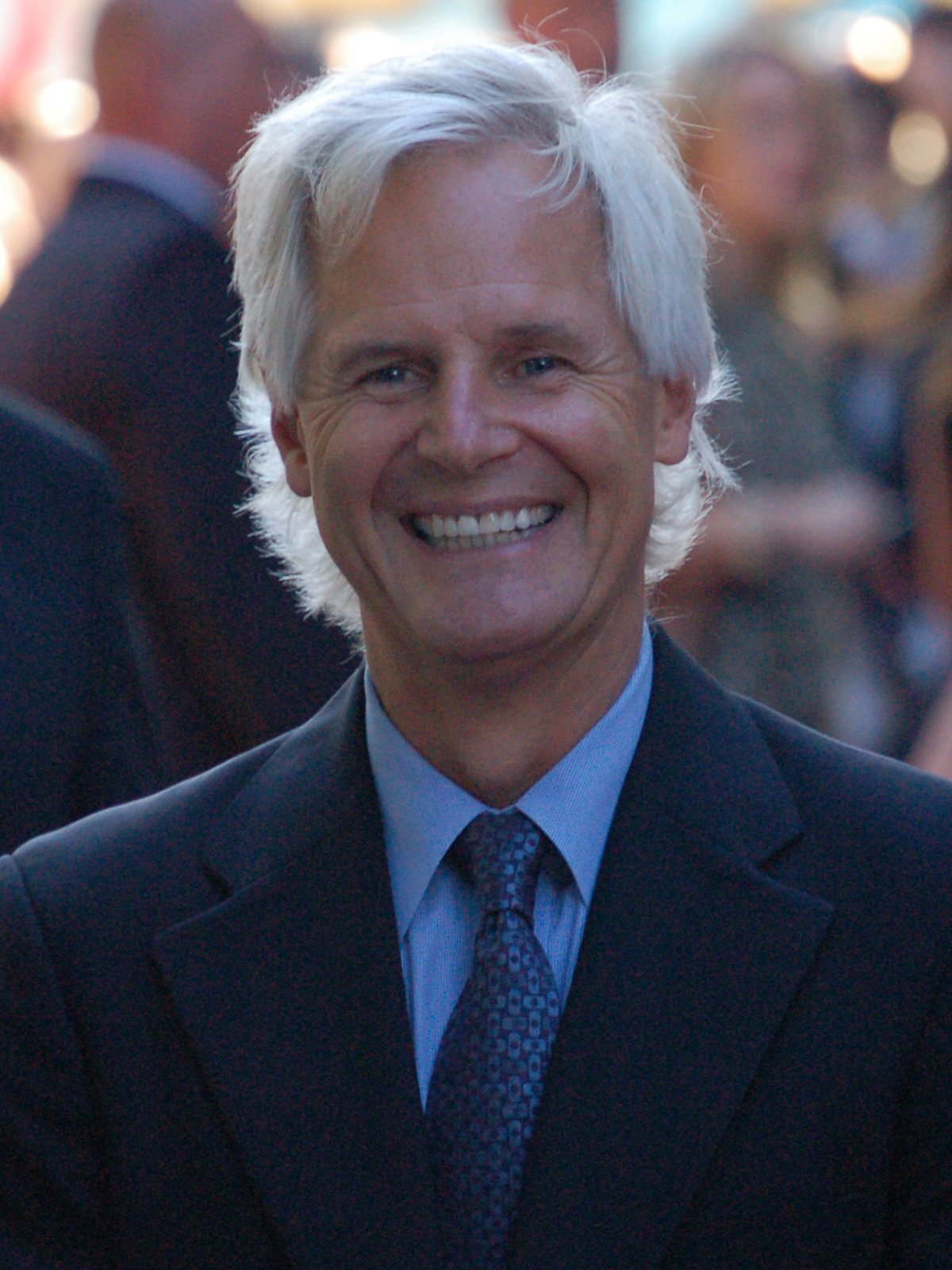
《X档案》主创克里斯·卡特（图）听取大卫·阿曼的介绍后同意制作本集

《恶魔之子》是《档案》执行剧本编辑大卫·阿曼（David Amann）编剧的第一集，是他为剧集提出的“第五或第六个构想”。阿曼起初打算把1968年电影《罗斯玛丽的婴儿》的剧情倒转用在本集，称“我的构想是在恶魔视角，而非不知不觉下怀孕的不幸女人”。《档案》主创克里斯·卡特听取阿曼的介绍后同意让他为本集编剧。
据阿曼透露，剧本初稿更加着重营造纯粹的震撼，幽默和人性的比重较少。初稿中劳拉·温斯德生下的是蛇，而非恶魔婴儿。此外，初版的叙事方式更加直截了当。恶魔同样想要生下正常的孩子，但这会导致妻子死亡。《档案》的几位老手编剧觉得初版剧本一定程度上容易预料，缺乏惊喜。卡特提议将第二个怀孕的女人也设为恶魔，阿曼后来表示，卡特的建议的确令情节增色不少。根据凯里·福尔（Kerry Fall）在《期刊》（DVD Journal）上的概括，本集剧情围绕“拥有几位夫人并想生下正常孩子好好生活的恶魔”展开。
经常为《档案》剧集配乐的马克·斯诺（Mark Snow）在本集采用《额我略圣歌》，营造令人“毛骨悚然”的氛围。剧中还多次出现另类摇滚乐队垃圾合唱团1995年的歌曲《下雨才开心》（Only Happy When It Rains），并以贝西·门罗驾车带着恶魔新生儿离去时产生的观感最为强烈。剧中韦恩声称劳拉在“精神恍惚”时所说的台词“扎扎斯，扎扎斯，纳萨塔纳达·扎扎斯”（Zazas, zazas, nasatanada zazas）没有明确含义，是神秘学者阿莱斯特·克劳利用于开启泰勒玛最终恶魔（发音类似“乔隆钟”）第十层形态的咒语。 除《恶魔之子》外，《档案》第二季第14集《巫教学校》（Die Hand Die Verletzt）也受到克劳利影响，剧中的学校就是以他命名。

### 选角

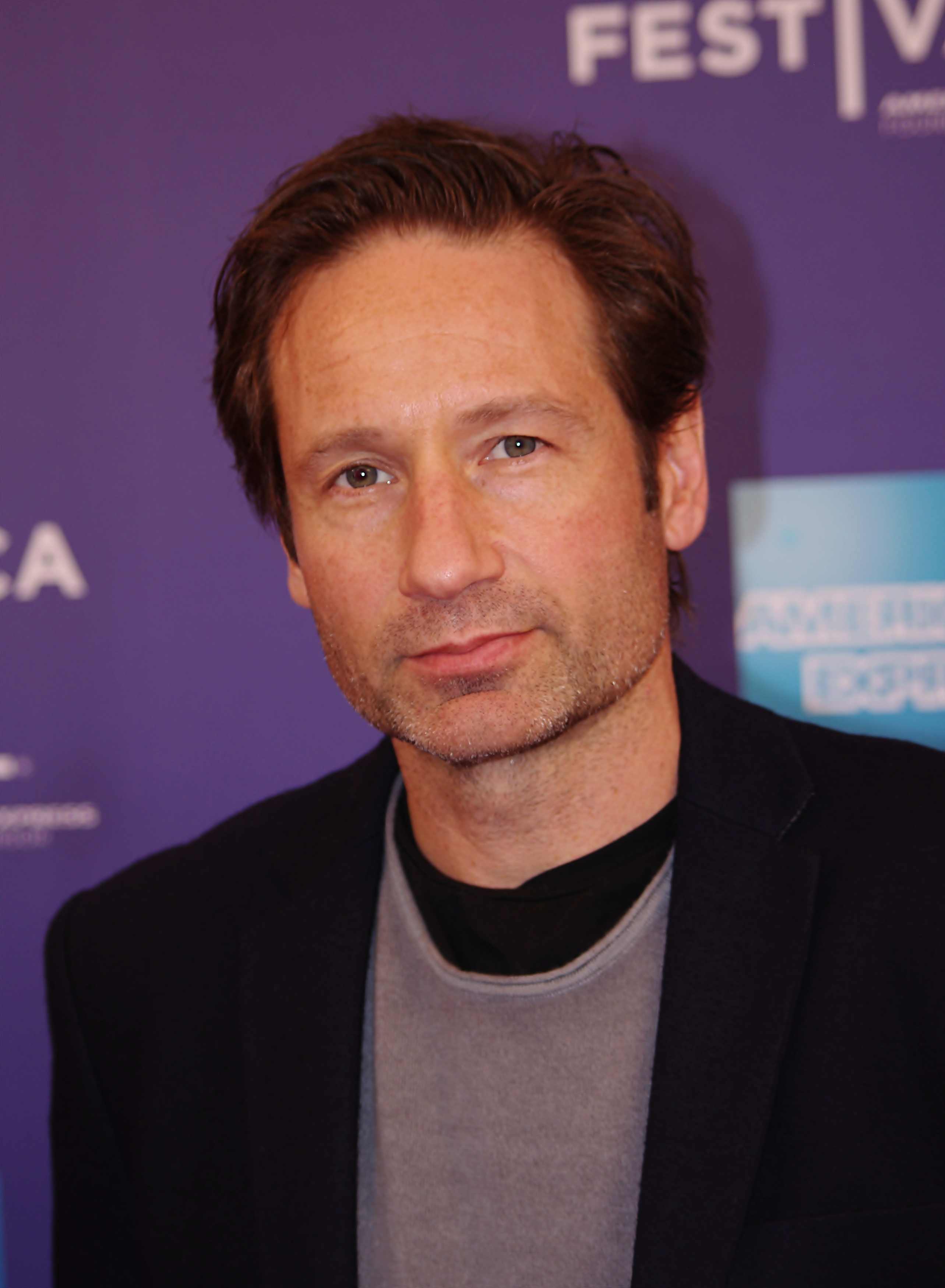
节目制作期间，大衛·杜考夫尼（图）和布魯斯·坎貝爾一起恶作剧找乐子

丽莎·简·波斯基（Lisa Jane Persky）是里克·米利坎（Rick Millikan）最想请来参演《档案》的演员，由她扮演劳拉就是米利坎的决定。节目制作期间需要婴儿扮演片中恶魔的后代，获选出演孩子的母亲虽是《档案》粉丝，但她虔诚信奉天主教，不愿让孩子饰演这样的角色。导演罗伯·鲍曼（Rob Bowman）理解并同情她的感受，负责选角的工作人员仅用不到45分钟就找到替补人选。这也是《档案》诞生后首次有演员因宗教信仰因素退出。
布魯斯·坎貝爾以主演山姆·雷米执导的《鬼玩人》三部曲闻名，获邀出演《恶魔之子》的反派角色韦恩·温斯德。坎贝尔还曾主演福克斯电视网的短命电视剧《原野奇兵》（The Adventures of Brisco County, Jr.），该剧分集的部分播出时段正好在《档案》第一季之前。按照福克斯电视网起初的预测，《原野奇兵》应该会更加成功，《档案》相反，不过是“福克斯那年春节定购的另一部戏”。许多曾参与《原野奇兵》摄制的工作人员后来靠《档案》安身立命，坎贝尔觉得参加本集演出就像“回家”。
坎贝尔是在1993年两部电视剧的宣传活动期间结识杜考夫尼和安德森，据他透露，杜考夫尼虽在《档案》中扮演十分严肃的人物，但现实生活中为人风趣。拍摄期间，坎贝尔和杜考夫尼一起恶作剧找乐子，但在部分剧组成员感到不快后停止。坎贝尔对此次演出整体印象良好，但他觉得《档案》的整体特色注定演员没多少即兴发挥空间，整个制作过程如同“上好油的机器”不断运转。

### 拍摄

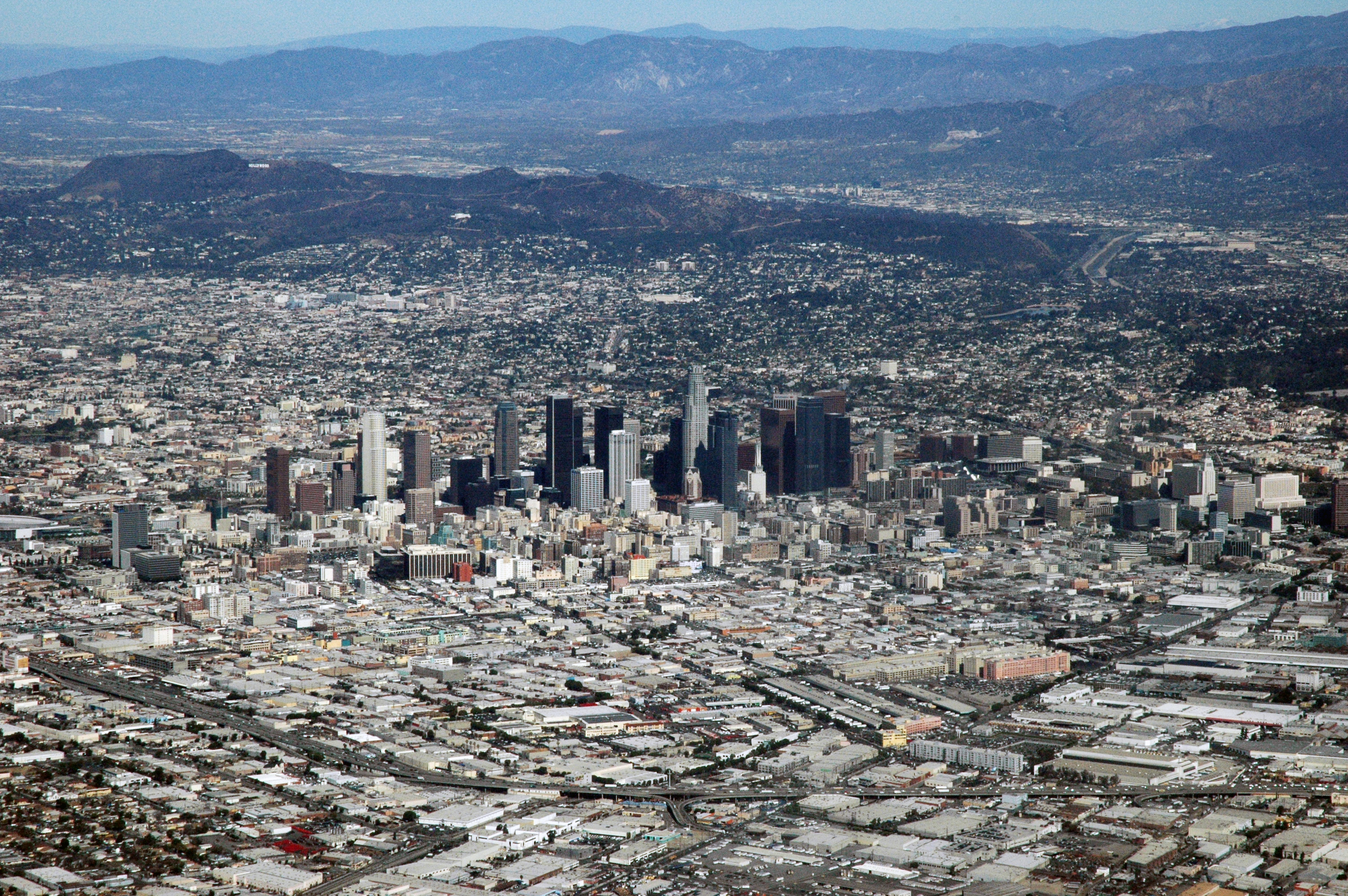
《恶魔之子》和第六季余下的分集都是在洛杉矶取景

《档案》前五季大多是在不列颠哥伦比亚省的温哥华取景，第六季开始转战洛杉矶。《恶魔之子》的主外景地位于帕萨迪纳周边，安迪·梅斯勒（Andy Meisler）的著作《结局和开始》（The End and the Beginning）声称这里是“洛杉矶都会区最像东岸的所在”。剧中出现的敞篷车是雪佛兰科迈罗Z28。梅斯勒的书中不无讽刺地写道：通用汽车对“撒但的亲戚在荧光屏上开他们的车一点疑虑都没有”。
剧中多处特效采用“压力不大”的传统手段制作，而非完全依赖计算机成像。以分娩场景为例，燃气燃烧的位置距防火床还比较远，但因拍摄时采用长焦镜头，显得大火距床仅有几英寸。制片人约翰·施班（John Shiban）表示，摄制组颇费苦心，就为镜头看起来更吓人。显示恶魔体征的超音波检查戏段是用真人检查的录像带制作，此人是某剧组成员的妻子，录像带经过编辑来呈现恶魔体征。
剧组起初打算租用真正的婴儿骨架拍摄焚烧残髓镜头，但因要价高达3000美元决定自行制作。据办公室主任多诺万·布朗（Donovan Brown）透露，剧组从成人骨架模型取材，用胶水粘到胎儿头骨的石膏模型上，组合而成的效果十分理想。

## 主题
婴儿出生的恐怖是本集重要主题。阿曼称《恶魔之子》一定程度上相当于倒转1968年的恐怖片《罗斯玛丽的婴儿》 ，该片讲述女子生下恶魔婴儿之后的恐惧。与《档案》其他许多分集一样，《恶魔之子》也受到恐怖片的显著影响，并有不少哥特式画面。除《罗斯玛丽的婴儿》和罗曼·波兰斯基导演的其他电影外，本集从画面风格上还体验出1972年恐怖片《驱魔人》和1981年恐怖片《鬼玩人》的影响。选择坎贝尔出演反派同样是受恐怖片的影响，他在主流公众眼里名声不显，但有许多恐怖片爱好者追随。
《恶魔之子》的主要反派韦恩·温斯德杀害婴儿，但剧中对他的描绘并非彻头彻尾的恶魔，依然带有同情心和良知。部分评论认为，坎贝尔的演绎让角色更有人性，把原本可能更为险恶的形象以偏向温和、更让人容易接受的方式表现出来。温斯德倒下时，观众一定程度上会对他产生认同感。最终他自我牺牲挽救妻子，体现难得的英雄气质，与人们对恐怖片恶魔的印象截然相反。

## 播映和评价

### 首播收视率和评价
《恶魔之子》于1999年1月3日在福克斯电视网首播，附有宣传标语“注定要下地狱。今晚，恐惧即便诞生”。节目的尼爾森收視率成绩为10.5/15，即配备电视的家庭有10.5%观看本集，正在看电视的则有15%选择收看《恶魔之子》，具体约为1870万户。1999年4月18日，本集通过天空第一台在英国和爱尔兰首播，有62万观众收看，在该台一周电视节目中排第八。
节目首播后所获评价褒贬不一。《夏洛特观察家报》（The Charlotte Observer）刊登迈克尔·利特克（Michael Liedtke）和乔治·阿瓦罗斯（George Avalos）评论《档案》第六季的文章，该文认为《恶魔之子》“简直糟透了”。莎拉·史帝高（Sarah Stegall）给予本集两星（最高五星），认为节目中优秀的一面可与罗曼·波兰斯基执导电影相提并论，但失败之处在于没有真正恐怖的内容。她还认为《恶魔之子》在剧本创作方面与《档案》最好的分集相比差距显著，不过坎贝尔还是“用平庸素材交出不错的答卷”。此外，史帝高批评剧中呈现的宗教元素，认为宗教主题远不及《档案》其他分集，如《启示录》（Revelations）和《神迹》（Miracle Man）。
（字面义为“神奇影院”）的宝拉·维塔里斯（Paula Vitaris）同样给出两星评价（最高四星），对本集感到失望。维塔里斯特别反感剧中穆德的台词“我又不是心理学家”，因为《档案》之前的分集已经表明穆德有心理学背景。汤姆·凯塞尼奇（Tom Kessenich）在2002年的著作中称赞《恶魔之子》，尤其满意剧中把恶魔描绘成想要成为父亲的普遍人。在他看来，本集体现出《档案》早期赖以成名的恐怖剧集风格，同时选择坎贝尔出演恶魔效果十分理想。不过，他批评节目中两位主角缺乏有份量的戏码。

### 后期评价

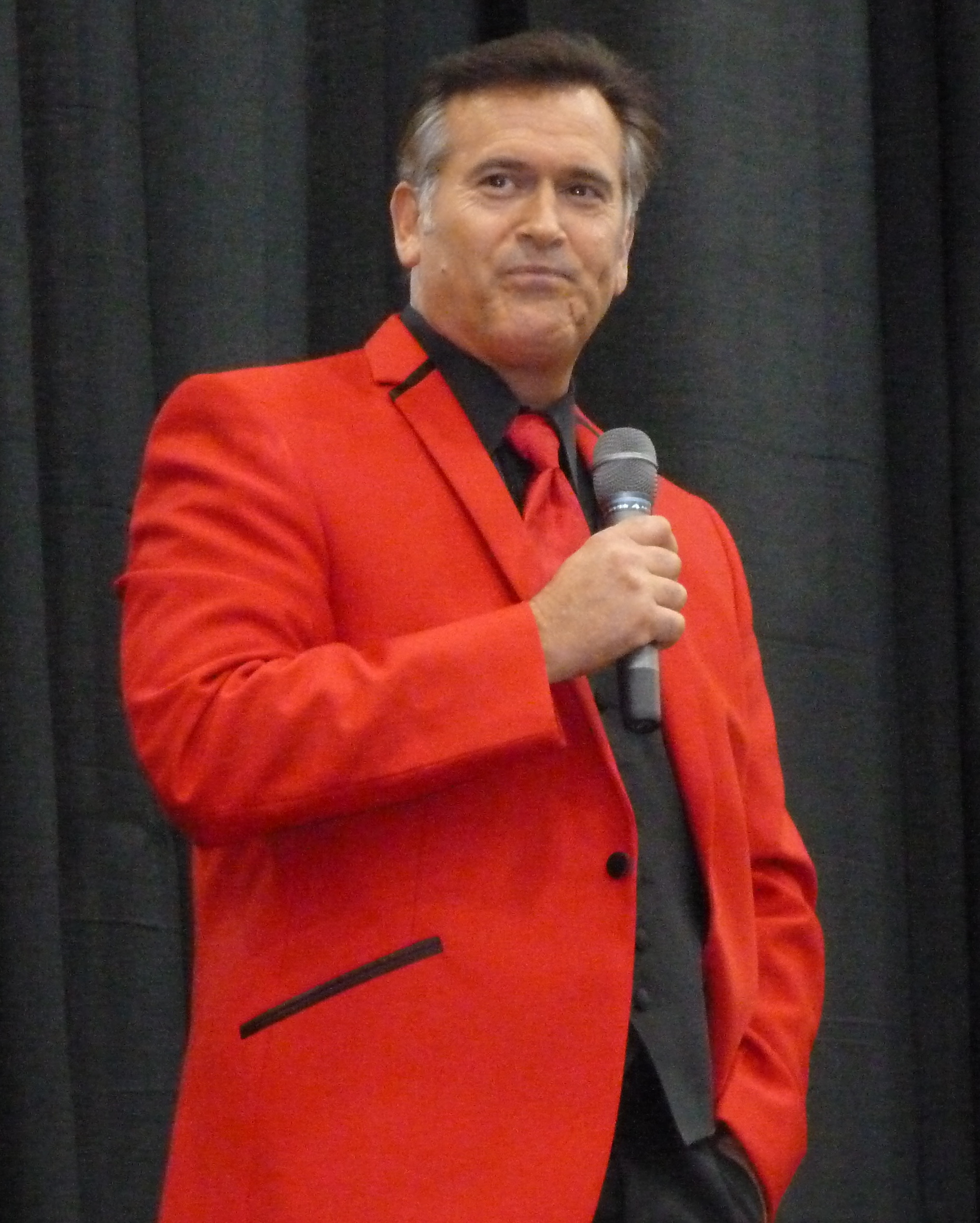
布鲁斯·坎贝尔对大反派温斯德的演绎颇受好评，多篇评论称赞他为角色增添良知。

《恶魔之子》首播多年后，评论员态度逐渐回暖。罗伯特·希曼（Robert Shearman）和拉尔斯·皮尔森（Lars Pearson）在著作《希望相信：档案批判指南，千禧年与孤胆枪手》（Wanting to Believe: A Critical Guide to The X-Files, Millennium & The Lone Gunmen）给予本集三星评价（最高五星），觉得剧情“很有胆量”。两人认为，节目最吃亏的地方在于难以平衡喜剧和恐怖元素，喜剧角度不足以深入探索，悬念方面又无法提供足够的戏剧冲突。希曼和皮尔斯称赞波斯基与坎贝尔的演出，特别是坎贝尔的角色相对肤浅，但仍旧值得赞誉。混合影院（Cinema Blend）网站发表大卫·沃顿（David Wharton）的评论文章，称赞坎贝尔的演出“低调”而微妙，与他赖以成名的许多角色相比收敛了几分狂妄。沃顿认为《恶魔之子》与《档案》其他分集相比更加严肃，戏剧冲突更强，坎贝尔突破传统的演绎与剧情相得益彰，令节目增色不少。
《影音俱乐部》的艾米丽·托德·范德沃夫（Emily Todd VanDerWerff）给予本集好评，评级为（最高为）。她称赞坎贝尔的演出是本集最大亮点，对整体情节也很满意。范德沃夫还称，《档案》此前已经连续多集沿用幽默路线，到《恶魔之子》终于回归正统，再现直截了当的“每周怪物”系列风格。不过她也指出，本集最大的缺点是斯嘉丽一角戏份不足，同时又有太多斯彭德的负面描绘。同样在《影音俱乐部》发文的扎克·汉德伦（Zack Handlen）认为，与一周后播出的《雨王》（The Rain King）相比，《恶魔之子》显然呈现出更多的恐怖元素。名流咖啡（The Celebrity Cafe）网站的爱德华·奥利维尔（Edward Olivier）认为，分集不再沿用《档案》的常规手段，坎贝尔已经成为主角。
对于《恶魔之子》在所有《档案》分集中的地位，评论家看法不一。拉娜·贝尔科维奇（Lana Berkowitz）在《休斯敦纪事报》列举电视剧中所有让人难忘的客串明星时点名坎贝尔，称赞他是“想当父亲的恶魔”网站的克里斯汀·西格斯（Christine Seghers）认为《恶魔之子》令人毛骨悚然的程度在第六季独树一帜，同时坎贝尔的客串也是全季最大亮点。西格斯赞扬坎贝尔的“动人”演出，优异表现“完全摆脱过去的标志形象”。将剧中梦境在《档案》最吓人的场景中排名第九。安德鲁·佩恩（Andrew Payne）在明星脉动（Starpulse） 网发文，认为《恶魔之子》表现疲软，失望程度在《档案》所有分集中排第二，只有作家斯蒂芬·金编剧的《恐怖娃娃》（Chinga）浪费更多潜力，令人更加失望。

## 影响
出演《恶魔之子》后，坎贝尔一度有望成为《档案》第八季角色约翰·多格特（John Doggett）的扮演人选，有上百位演员参与竞争。但因合同限制，坎贝尔在拍摄《万金油》（Jack of All Trades）期间不能接受其他工作。坎贝尔在接受采访时表示，他已经参演《档案》，所以剧组应该多少还记得他。无论是否入选，能够参与其中就已经很好。罗伯特·帕特里克最终获选出演多格特，坎贝尔后来在著作《做爱！布鲁斯·坎贝尔之路》（Make Love! The Bruce Campbell Way）中开玩笑称，是帕特里克把他挤走了。
《恶魔之子》是阿曼编剧的第一集《档案》，此前他提出的构想都未获采纳。本集的成功让他终于能更多参与创作，第六季第13集《海蜇怪》（Agua Mala）也是他编剧。《档案》开拍第九季后，阿曼成为主要监督制作人，许多分集都有他贡献的剧本内容，并以《释怀》（Release）和《地狱旅程》（Hellbound）最富盛名。
扮演杰弗里·斯彭德的克里斯·欧文斯（Chris Owens）因本集受到不利影响。节目播出后，他在街头遇到一些对角色印象不好的人，这些人往往会有“奇怪的举动”。剧中斯彭德对超自然现象嗤之以鼻，甚至想要毁掉涉及恶魔绑架婴儿的初步报告，幸得穆德和斯嘉丽挽救。部分观众对斯彭德极其反感，以至欧文斯的现实生活都受到影响，甚至有人怒骂他是“碎纸机”（英语发音与“斯彭德”接近）。

### 脚注
1. 1 2  Season 6-DVD.
2. ↑  Season 6-iTunes Store.
3. 1 2 3 4 5 6 7 8 9  Meisler (2000), p. 68–78.
4. 1 2 3 4  The X-Files: Terms of Endearment-AllMovie.
5. 1 2 3 4 5 6 7 8 9 10 11 12 13 14 15 16  Meisler (2000), p. 79.
6. 1 2  Meisler (2000), p. 78.
7. ↑  The X-Files: Season Six.
8. ↑  Meisler (2000), p. 73.
9. ↑  Only Happy When It Rains.
10. ↑  Owen (2000), p. 186.
11. 1 2 3  Kessenich (2002), pp. 29–30.
12. ↑  Lowry (1995), p. 195.
13. ↑  Kenneth Muir (2004), p. 112.
14. ↑  Lowry (1995), p. 4.
15. ↑  Vitaris & Coyle 2002，第38頁.
16. ↑  Lowry (1995), pp.19–21.
17. ↑  Lowry (1995), p. 19.
18. 1 2 3  Campbell (2002), p. 258.
19. ↑  Booker (2002), p. 122
20. 1 2  Campbell (2002), p. 257.
21. 1 2  Bruce Campbell – Chat Transcript.
22. ↑  Campbell (2005), p. 10.
23. ↑  The Truth About Season Six-DVD.
24. ↑  Vitaris 1998，第27頁.
25. ↑  Special Effects with Paul Rabwin: Devil/Fire Comp-DVD.
26. 1 2 3 4 5 6 7 8 9  VanDerWerff 2012.
27. ↑  Delasara (2000), p. 175.
28. ↑  Delasara (2000), p. 177.
29. ↑  Kessenich (2002), p. 28.
30. 1 2  Handeln 2012.
31. ↑  Carlson (2004), p. 378.
32. ↑  Kenneth Muir (2004), p. 305.
33. 1 2 3 4 5  Seghers 2008.
34. 1 2 3  Kessenich (2002), p. 27.
35. ↑  Soter (2001), p. 213.
36. ↑  Terms of Endearment-Promotional Flyer.
37. ↑  Meisler (2000), p. 294.
38. ↑  BARB's multichannel top 10 programmes.
39. ↑  Liedtke & Avalos 1999，第6E頁.
40. 1 2 3  Stegall 1999.
41. 1 2  Vitaris 1999，第26–42頁.
42. 1 2  Shearman and Pearson, pp. 173–174.
43. 1 2  Wharton 2011.
44. ↑  Olivier 2007.
45. ↑  Berkowitz 2002，第10頁.
46. ↑  Anderson 2002，第50–51頁.
47. 1 2  Payne 2008.
48. 1 2  Campbell (2005), p. 9.
49. 1 2 3 4  Ken P. 2002.
50. ↑  Fleming & Adalian 2000.
51. ↑  Audio Commentary for "Within".
52. ↑  The Truth Behind Season 9: "The Truth"-DVD.
53. ↑  Meisler (2000), p. 284.
54. 1 2 3  Meisler (2000), p. 150.

### 书目
- Booker, M. Keith. . Greenwood Publishing Group. 2002. ISBN 9780313323737.
- Campbell, Bruce. . L.A. Weekly Books. 2002. ISBN 9780312291457.
- Campbell, Bruce. . St. Martin's Press. 2005. ISBN 9780312312602.
- Carlson, Jae. . Sasquatch Books. 2004. ISBN 9781570614156.
- Delasara, Jan. . PopLit, PopCult and The X-Files: A Critical Exploration. 2000. ISBN 9780786407897.
- Hurwitz, Matt; Knowles, Chris. . Insight Editions. 2008. ISBN 9781933784809.
- Kenneth Muir, John. . Applause Theatre & Cinema Books. 2004  [2020-07-18]. ISBN 9781557836076.
- Kessenich, Tom. . Trafford Publishing. 2002. ISBN 9781553698128.
- Lowry, Brian. . Harper Prism 5. 1995  [2020-07-18]. ISBN 9780061053306.
- Meisler, Andy. . HarperCollins. 2000  [2020-07-18]. ISBN 9780061075957.
- Owen, Alex. . University of Chicago Press. 2007-03. ISBN 9780226642048.
- Shearman, Robert; Pearson, Lars. . Mad Norwegian Press. 2009. ISBN 9780975944691.
- Soter, Tom. . McFarland & Company. 2001. ISBN 9780786411238.

### 期刊和报纸
- Vitaris, Paula. . Cinefantastique. 1998-10, 30 (7/8): 27.
- Vitaris, Paula; Coyle, Dan. . Cinefantastique. 2002-04, 34 (2): 38.
- Liedtke, Michael; Avalos, George. . The Charlotte Observer. 1999-05-31: 6E.
- Vitaris, Paula. . Cinefantastique. 1999-10, 31 (8): 26–42.
- Fleming, Michael; Adalian, Josef. . Variety. 2000-07-20  [2020-07-19]. （原始内容存档于2016-06-11）.
- Berkowitz, Lana. . Houston Chronicle. 2002-05-17: 10.
- Anderson, Kaite. . Cinefantastique. 2002-04, 34 (2): 50–51.

### 家用媒体和网页
- (booklet). Kim Manners, et al. Fox Broadcasting Company.  [1998–1999].
- . iTunes Store.   [2020-07-18]. （原始内容存档于2020-07-16）.
- . AllMovie.   [2020-07-18]. （原始内容存档于2018-06-27）.
- Fall, Kerry. . DVD Journal.   [2020-07-18]. （原始内容存档于2020-07-16）.
- (UK CD/cassette Single liner notes). Garbage. Mushroom Records UK. 1995. D1199/C1199.
- Kleinman, Geoffrey. . DVD Talk.   [2020-07-19]. （原始内容存档于2018-06-22）.
- Carter, Chris, Rabwin, Paul and Manners, Kim.  (DVD). 20th Century Fox Home Entertainment. 2000.
- Paul Rabwin.  (DVD). The X-Files: The Complete Sixth Season. 1999.
- VanDerWerff, Emily Todd. . The A.V. Club. 2012-07-21  [2020-07-19]. （原始内容存档于2019-11-21）.
- Handeln, Zack. . The A.V. Club. The Onion. 2012-07-28  [2020-07-19]. （原始内容存档于2019-11-21）.
- (Promotional Flyer). Los Angeles: Fox Broadcasting Company. 1999  [2016-03-04]. （原始内容存档于2016-03-04）.
- . Broadcasters' Audience Research Board.   [2020-07-19]. （原始内容存档于2021-02-17）.说明：需在右侧从上至下依次选择“1999”年、（四月）、“12  - 18 ”（4月12至18日），左侧选择Sky 1后点按钮。
- Stegall, Sarah. . The Munchkyn Zone. 1999  [2014-03-06]. （原始内容存档于2014-03-06）.
- Wharton, David. . Cinema Blend. Joshua Tyler. 2011-03-09  [2020-07-19]. （原始内容存档于2021-01-19）.
- Olivier, Edward. . The Celebrity Cafe. 2007-06-14  [2014-02-23]. （原始内容存档于2014-02-23）.
- Seghers, Christine. . IGN. 2008-07-17  [2020-07-19]. （原始内容存档于2019-07-03）.
- Payne, Andrew. . Starpulse. 2008-07-25  [2015-11-25]. （原始内容存档于2015-11-25）.
- Manners, Kim and Patrick, Robert.  (DVD). 20th Century Fox Home Entertainment. 2001.
- Chris Carter et al.  (DVD). The X-Files: The Complete Ninth Season: 20th Century Fox Home Entertainment. 2002.
- Ken P. . IGN. 2002-12-18  [2020-07-19]. （原始内容存档于2018-08-07）.